# Radosław Janukiewicz
Radosław Janukiewicz (ur. 5 maja 1984 we Wrocławiu) – polski piłkarz występujący na pozycji bramkarza w Redze Trzebiatów. Wcześniej występował także m.in. w Śląsku Wrocław, GKP Gorzów Wielkopolski, Pogoni Szczecin czy Strømsgodset IF.

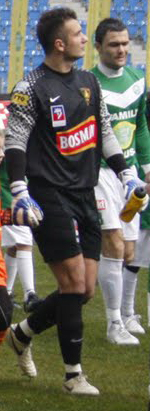
Radosław Janukiewicz

Karierę rozpoczynał w Śląsku Wrocław, gdzie w wieku 17 lat zadebiutował w Ekstraklasie. Miało to miejsce 20 października 2001(dts) w 74 minucie meczu Śląsk – Pogoń (przegranego przez gospodarzy 0:4), kiedy Janukiewicz w bramce zmienił Krzysztofa Pyskatego. Piłkarz po wejściu na boisko zdążył sprokurować rzut karny i załapać żółtą kartkę. Śląsk po tym sezonie spadł z Ekstraklasy, a Janukiewicz przez 6 następnych sezonów bronił jego bramki głównie w II lub w III lidze. Pół roku przed końcem kontraktu w Śląsku podpisał kontrakt z grecką Skodą Ksanti, co nie spodobało się działaczom Śląska. Aby nie spędzić reszty sezonu w rezerwach, piłkarz przeszedł na zasadzie półrocznego wypożyczenia do Zagłębia Lubin.
Po nieudanym pobycie w Grecji wrócił do Polski, gdzie przez pół roku występował w pierwszoligowym GKP Gorzów Wielkopolski. Tam został zauważony przez skautów Pogoni Szczecin, w której zadebiutował 29 lipca 2009 roku w meczu Pucharu Polski przeciw Olimpii Elbląg. W tym sezonie zdołał z klubem awansować do finału Pucharu Polski i rozegrać w nim cały mecz. Od sezonu 2012/2013 znów występował w Ekstraklasie i przez kilka lat był on podstawowym bramkarzem Dumy Pomorza.
W maju 2014 roku otrzymał powołanie do seniorskiej reprezentacji Polski na towarzyski mecz z Niemcami, jednak ostatecznie nie rozegrał żadnego spotkania.

## Statystyki kariery
Aktualne na 1 kwietnia 2017 roku
| Klub                    | Sezon             | Liga               | Liga  | Liga   | Puchar Polski | Puchar Polski | Inne  | Inne   | Suma  | Suma   |
| Klub                    | Sezon             | Liga               | mecze | bramki | mecze         | bramki        | mecze | bramki | mecze | bramki |
| ----------------------- | ----------------- | ------------------ | ----- | ------ | ------------- | ------------- | ----- | ------ | ----- | ------ |
| Śląsk Wrocław           | 2001/02           | I liga             | 5     | 0      | 1             | 0             | –     | –      | 6     | 0      |
| Śląsk Wrocław           | 2002/03           | II liga            | 17    | 0      | 0             | 0             | –     | –      | 17    | 0      |
| Śląsk Wrocław           | 2003/04           | III liga           | 30    | 0      | 5             | 0             | 2     | 0      | 37    | 0      |
| Śląsk Wrocław           | 2004/05           | III liga           | 30    | 0      | 2             | 0             | –     | –      | 32    | 0      |
| Śląsk Wrocław           | 2005/06           | II liga            | 33    | 0      | 0             | 0             | –     | –      | 33    | 0      |
| Śląsk Wrocław           | 2006/07           | II liga            | 32    | 0      | 0             | 0             | –     | –      | 32    | 0      |
| Śląsk Wrocław           | 2007/08           | II liga            | 19    | 0      | 1             | 0             | –     | –      | 20    | 0      |
| Śląsk Wrocław           | Ogółem w Śląsku   | Ogółem w Śląsku    | 166   | 0      | 9             | 0             | 2     | 0      | 177   | 0      |
| Zagłębie Lubin          | 2007/08           | I liga             | 2     | 0      | 1             | 0             | 0     | 0      | 3     | 0      |
| Skoda Ksanti            | 2008/09           | Superleague Ellada | 0     | 0      | 0             | 0             | –     | –      | 0     | 0      |
| GKP Gorzów Wielkopolski | 2008/09           | I liga             | 7     | 0      | 0             | 0             | –     | –      | 7     | 0      |
| Pogoń Szczecin          | 2009/10           | I liga             | 24    | 0      | 8             | 0             | –     | –      | 32    | 0      |
| Pogoń Szczecin          | 2010/11           | I liga             | 21    | 0      | 1             | 0             | –     | –      | 22    | 0      |
| Pogoń Szczecin          | 2011/12           | I liga             | 31    | 0      | 0             | 0             | –     | –      | 31    | 0      |
| Pogoń Szczecin          | 2012/13           | Ekstraklasa        | 20    | 0      | 1             | 0             | –     | –      | 21    | 0      |
| Pogoń Szczecin          | 2013/14           | Ekstraklasa        | 36    | 0      | 1             | 0             | –     | –      | 37    | 0      |
| Pogoń Szczecin          | 2014/15           | Ekstraklasa        | 32    | 0      | 0             | 0             | –     | –      | 32    | 0      |
| Pogoń Szczecin          | Ogółem w Pogoni   | Ogółem w Pogoni    | 164   | 0      | 11            | 0             | 0     | 0      | 175   | 0      |
| Górnik Zabrze           | 2015/16           | Ekstraklasa        | 12    | 0      | 0             | 0             | –     | –      | 12    | 0      |
| Strømsgodset IF         | 2017              | Tippeligaen        | 5     | 0      | 0             | 0             | –     | –      | 5     | 0      |
| Ogółem w karierze       | Ogółem w karierze | Ogółem w karierze  | 356   | 0      | 21            | 0             | 2     | 0      | 379   | 0      |